# Makoterty
Makoterty (ukr. Макотерти) – wieś na Ukrainie, w obwodzie rówieńskim, w rejonie rówieńskim, w hromadzie Dziatkiewicze. W 2001 liczyła 152 mieszkańców.
W okresie międzywojennym wieś znajdowała się w granicach II RP, wchodząc w skład gminy Dziatkiewicze w powiecie rówieńskim, w województwie wołyńskim.